# Ronde van Iran (Azerbeidzjan)
De Ronde van Iran (Azerbeidzjan), voorheen de Ronde van Azerbeidzjan (Iran) is een etappe-koers in Iran, voor het eerst gehouden in 1986. De wedstrijd maakt deel uit van de UCI Asia Tour.
De volledige koers wordt gereden in de regio Azerbeidzjan in het noordwesten van het land Iran. De wedstrijd begint en eindigt elk jaar in Tabriz, de hoofdstad van de provincie Oost-Azerbeidzjan en de officieuze hoofdstad van Iraans-Azerbeidzjan. Tussendoor worden ook etappes gehouden in of naar West-Azerbeidzjan (hoofdstad Urmia) en Ardebil (hoofdstad Ardebil). Twee keer werd een uitstapje naar Nachitsjevan, een exclave en autonome republiek van het land Azerbeidzjan, gemaakt.

## Lijst van winnaars

### Meervoudige winnaars
| Overwinningen | Renner                       | Jaren                                    |
| ------------- | ---------------------------- | ---------------------------------------- |
| 7             | Ghader Mizbani               | 2000, 2002, 2005, 2006, 2010, 2013, 2014 |
| 5             | Ahad Kazemi                  | 1998, 1999, 2001, 2003, 2009             |
| 3             | Mohammad Reza                | 1986, 1987, 1988                         |
| 2             | Hossein Mahmoudi             | 1989, 1990                               |
| 2             | Hossein Askari               | 2007, 2008                               |
| 2             | Mirsamad Poorseyedigolakhour | 2015, 2016                               |
| 2             | Saeid Safarzadeh             | 2023, 2025                               |

### Overwinningen per land
| Overwinningen | Land                               |
| ------------- | ---------------------------------- |
| 24            | Iran                               |
| 4             | Kazachstan                         |
| 2             | Rusland, Turkmenistan              |
| 1             | België, Nederland, Spanje, Turkije |

1986 · 1987 · 1988 · 1989 · 1990 · 1991 · 1992 · 1993 · 1994 · 1995 · 1996 · 1997 · 1998 · 1999 · 2000 · 2001 · 2002 · 2003 · 2004 · 2005 · 2006 · 2007 · 2008 · 2009 · 2010 · 2011 · 2012 · 2013 · 2014 · 2015 · 2016 · 2017 · 2018 · 2019 · 2020-2021 · 2022 · 2023
2005 · 
2006 · 
2007 · 
2008 · 
2009 · 
2010 · 
2011 · 
2012 · 
2013 · 
2014 ·
2015 ·
2016 ·
2017 ·
2018 ·
2019 ·
2020 ·
2021 ·
2022 ·
2023 · 
2024 · 
2025
Belangrijkste wedstrijden

Ronde van Hainan · Japan Cup · Ronde van Sharjah · Ronde van het Taihu-meer · Ronde van Fuzhou · Ronde van Dubai · Ronde van Qatar · Ronde van Oman · Ronde van Langkawi · Ronde van Taiwan · Ronde van Iran · Ronde van Japan · Ronde van Korea · Ronde van het Qinghaimeer · Ronde van China I · Ronde van China II · Ronde van Almaty